# Филькир (футбольный клуб)
«Филькир» (исл. Knattspyrnudeild Fylkis) — исландский футбольный клуб из Рейкьявика. В начале 2000-х годов клуб дважды становился вторым в чемпионате Исландии, оба раза ему не хватило немного до чемпионского звания, но затем наступил спад. В сезоне 2009 клуб вернулся на пьедестал, поднявшись на 3-е место в итоговой таблице.
Основан 28 мая 1967 года как КСА (исл. Knattspyrnufélag Seláss og Árbæjar, KSÁ).
Домашний стадион — «Флоридана вётлюр».

## Достижения
- Обладатель Кубка Исландии (2): 2001, 2002